# USS North Dakota (SSN-784)
Pour les autres navires du même nom, voir USS North Dakota.
L’USS North Dakota (SSN-784) est un sous-marin nucléaire d'attaque de classe Virginia de l'United States Navy. Lancé en 2013, il doit entrer en service en octobre 2014.

## Construction
Le North Dakota est le premier des huit sous-marins du bloc III de la classe Virginia. Environ 20 % du North Dakota ont été repensés afin de réduire les coûts et accroître la flexibilité opérationnelle. Les changements comprennent la refonte de la structure du navire avec le remplacement des 12 tubes de lancement individuels par un système de plus grand diamètre, le VPT (Virginie Payload Tubes ; parfois aussi dénommé VPM : Virginia Payload Module), chacun étant capable de lancer six missiles de croisière BGM-109 Tomahawk.
Le contrat de construction est attribué au chantier Electric Boat de Groton (Connecticut) le 14 août 2003. Il est nommé North Dakota le 15 juillet de 2008 et sa quille est posée le 11 mai 2012. Le North Dakota est lancé le 15 septembre 2013 puis baptisé le 2 novembre 2013, parrainé par Katie Fowler, épouse du vice-amiral Jeff Fowler.
La marine américaine reporte la date initiale de mise en service prévu en mai 2014 en raison de problèmes de qualité des composants nécessitant une mise en cale sèche imprévue. Des travaux supplémentaires sont également effectués sur la proue du sous-marin. L'US Navy accepte la livraison du navire, le 29 août 2014, deux jours avant la date de livraison contractuelle. Il effectue ensuite une série de tests validés par l’INSURV (en). L’évaluation du sous-marin comprend entre autres des essais de navigabilité, de propulsion, de plongée en profondeur et une remontée en surface d'urgence. La mise en service du North Dakota est prévue pour le 25 octobre 2014 à Groton.

## Armement
L'USS North Dakota (SSN-784) accueille deux nouvelles cellules VPT de type Système de lancement vertical pouvant lancer chacune six missiles de croisière BGM-109 Tomahawk qui remplacent les douze tubes de lancement individuels de l'ancienne version. Il dispose aussi de quatre tubes lance-torpilles de 533 mm pour torpille Mark 48 (capacité d'emport de 26 torpilles) et de missile antinavire AGM-84 Harpoon. Le sous-marin peut aussi accueillir une équipe des SEAL, force spéciale de l’US Navy dans le cadre de leur mission d'action ou de reconnaissance

### Ouvrages
- (en) Jim Christley, US Nuclear Submarines : The Fast Attack, Osprey Publishing, 2007, 48 p. (ISBN 978-1-84603-168-7, OCLC 141383046).
- (en) Tom Clancy, Submarine : A Guided Tour Inside a Nuclear Warship, Berkley, 2002, 323 p. (ISBN 978-0-425-18300-7, OCLC 48749330).
- (en) John Gresham et Ian Westwell, Seapower, Edison, N.J., Chartwell Books, 2005, 256 p. (ISBN 0-7858-1792-1, OCLC 184983323).

### Ressources numériques
- (en) Mark L. Evans, « North Dakota II (SSN-784) », sur Dictionary of American Naval Fighting Ships, département de la Marine, Naval History & Heritage Command, 12 août 2015 (consulté le 27 avril 2016).